# Simone Oldenburg
Simone Oldenburg (Wismar, 22 de març de 1969) és una política alemanya i membre del Parlament estatal de Mecklenburg-Pomerània Occidental des del 2011. Des del setembre del 2016 és la líder parlamentària del partit L'Esquerra. Des del juny del 2018, també és vicepresidenta adjunta del partit federal.
El 1994 va graduar-se en Filologia Alemanya i Història a la Universitat de Leipzig. Després va treballar com a professora a l'escola de Klütz. Va ser membre del consell municipal de Gägelow des del 2004, i des del 2009 del consell de districte de Nordwestmecklenburg. Va ser triada al Parlament estatal a les eleccions estatals del 2011 com a segona a la llista. Va ser reelegida a les eleccions estatals del 2016. Després de les eleccions, va ser elegida líder del grup parlamentari de L'Esquerra. El 2021 va ser nomenada cap de llista a les eleccions estatals, resultant electa.